# Huang Chia-chi
Huang Chia-chi (chinesisch 黃嘉琪; * 26. Januar 1979 in Taipeh) ist eine taiwanische Badmintonspielerin, die später für Australien startete.

## Karriere
Huang Chia-chi nahm 1996 und 2000 im Dameneinzel an Olympia teil. Bei ihrer ersten Teilnahme wurde sie Neunte, vier Jahre später Fünfte. 2004 und 2006 siegte sie bei den Australian Open.

## Sportliche Erfolge
| Saison | Veranstaltung                     | Disziplin   | Platz | Name                           |
| ------ | --------------------------------- | ----------- | ----- | ------------------------------ |
| 1996   | Olympia                           | Dameneinzel | 9     | Huang Chia-chi                 |
| 1998   | Asienmeisterschaft                | Dameneinzel | 5     | Huang Chia-chi                 |
| 1999   | Thailand Open                     | Dameneinzel | 5     | Huang Chia-Chi                 |
| 1999   | Chinese Taipei Open               | Dameneinzel | 5     | Huang Chia-chi                 |
| 2000   | Olympia                           | Dameneinzel | 5     | Huang Chia-chi                 |
| 2000   | Weltmeisterschaften der Studenten | Damendoppel | 2     | Huang Chia-chi / Jeng Shwu-zen |
| 2000   | Thailand Open                     | Dameneinzel | 5     | Huang Chia-chi                 |
| 2004   | Western Australia International   | Dameneinzel | 1     | Huang Chia-chi                 |
| 2004   | Australian Open                   | Dameneinzel | 1     | Huang Chia-chi                 |
| 2005   | Australian Open                   | Dameneinzel | 2     | Huang Chia-chi                 |
| 2006   | Australian Open                   | Dameneinzel | 1     | Huang Chia-chi                 |
| 2006   | Welsh International               | Dameneinzel | 1     | Huang Chia-chi                 |